# Campeonato Africano de Voleibol Feminino
O Campeonato Africano de Voleibol Feminino é um torneio de voleibol organizado pela Confédération Africaine de Volleyball. Sua primeira edição ocorreu em 1976, no Egito. O Quênia é o maior campeão, com 9 conquistas.

## História
O torneio passou a ser disputado em 1976, no Egito, tendo tido um hiato de nove anos até regularizar sua edições a cada dois anos, como ocorre até dias atuais. O Quênia é a maior força feminina da África, tendo conquistado nove dos dezoito títulos disputados até hoje. Tradicionais no voleibol, as equipe do norte africano como o Egito, a Tunísia e a Argélia também possuem uma expressão na competição, sendo os dois primeiros detentores de três títulos, e a última tendo sido campeã uma única vez.
Seychelles, que não tem tradição no voleibol, possui uma única medalha na competição, todavia sendo de ouro, título conquistado em 2001 sobre a Nigéria; esta última teve a oportunidade de conquistar quatro medalhas de prata e duas de bronze ao longo da sua história. Camarões, que por vezes classifica-se para importantes competições mundiais, conseguiu consagrar-se campeão pela primeira vez em 2017, repetindo o feito em 2019; ademais, possui duas medalhas de prata e seis de bronze. 
Outras seleções medalhistas são as do Marrocos, de Maurício, de Angola e do Senegal; no entanto, apenas o primeiro e o último têm participado das competições recentes realizadas pela CAVB. Atualmente, pode-se dizer que Camarões e Quênia brigam pelo status de maior força africana, enquanto Tunísia, Egito, Argélia e Senegal disputam o status de terceira força.

## Quadro Geral
| Ordem | País       | Medalha de ouro | Medalha de prata | Medalha de bronze | Total |
| ----- | ---------- | --------------- | ---------------- | ----------------- | ----- |
| 1     | Quênia     | 9               | 4                | 0                 | 13    |
| 2     | Egito      | 3               | 3                | 4                 | 10    |
| 3     | Camarões   | 3               | 2                | 6                 | 11    |
| 4     | Tunísia    | 3               | 2                | 3                 | 8     |
| 5     | Argélia    | 1               | 3                | 0                 | 4     |
| 6     | Seicheles  | 1               | 0                | 0                 | 1     |
| 7     | Nigéria    | 0               | 4                | 2                 | 6     |
| 8     | Marrocos   | 0               | 1                | 2                 | 3     |
| 9     | Maurício   | 0               | 1                | 0                 | 1     |
| 10    | Angola     | 0               | 0                | 1                 | 1     |
| 10    | Madagáscar | 0               | 0                | 1                 | 1     |
| 10    | Senegal    | 0               | 0                | 1                 | 1     |